# Schieder-Schwalenberg
Schieder-Schwalenberg (plattdeutsch: Schüer-Schwalenberg) ist eine ländlich geprägte Stadt in Nordrhein-Westfalen, Deutschland und gehört zum Kreis Lippe. Die Ortsteile Schieder und Glashütte sind Kneippkurorte.

## Geografie

### Geografische Lage
Schieder-Schwalenberg liegt im Südosten des Kreises Lippe in Nordrhein-Westfalen zwischen dem Teutoburger Wald und dem Weserbergland im Naturpark Teutoburger Wald / Eggegebirge. Durch die Stadtteile Wöbbel und Schieder fließt der Fluss Emmer, der zum Schiedersee (auch Emmerstausee genannt) gestaut wird.
Die nächsten größeren Städte sind Detmold (20 km westlich), Paderborn (40 km südwestlich) und Bielefeld (50 km nordwestlich).

### Geologie

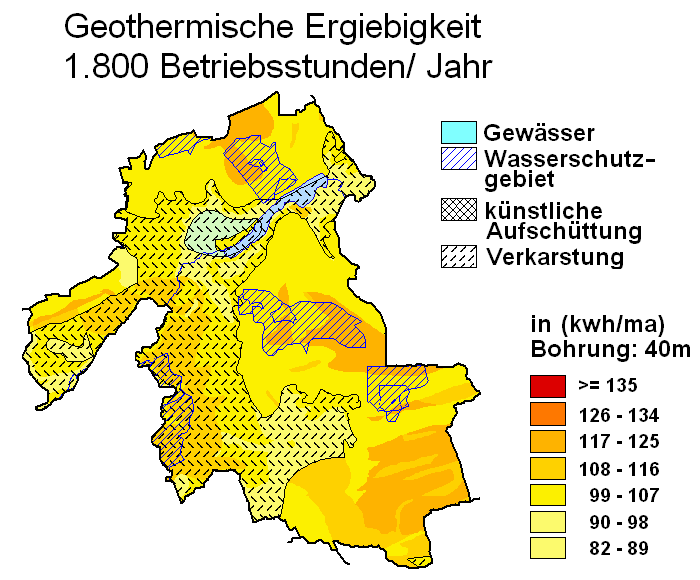
Geothermische Ergiebigkeit des Stadtgebiets

Im Gemeindegebiet besteht das Lipper Bergland vorherrschend aus Ton-, Mergel- und Sandsteinen des Erdmittelalters. In den Tälern von Emmer und Niese besteht der Untergrund zum Teil aus Kalkstein. Diese Sedimentgesteine sind zwischen einem und eineinhalb Kilometern stark. Sie wurden im Lauf der Erdgeschichte gefaltet und herausgehoben.
Unter diesen Schichten befinden sich die Festgesteine des Erdaltertums, insbesondere aus Devon, Karbon und Perm. Durch Lösung von Gips und Steinsalz im tieferen Untergrund kam es in Bereichen der oben genannten Fließgewässer zu Erdfällen und auch zu ausgedehnten trichterförmigen, die in der Folge durch Lockersedimente wieder eingeebnet wurden. In den Tälern ist der Festgesteinsuntergrund mit Lockergesteinen des Eiszeitalters, nämlich mit Kies, Sand und Löss bedeckt.
Die Kalk-, Sand- und klüftigen Tonsteine des Muschelkalks und aus Abschnitten des Keupers sind gute Grundwasserleiter. Zum Teil sind die Grundwässer jedoch durch Lösung von Gips und Steinsalz im tieferen Untergrund stark versalzen, so dass sie nicht als Trinkwasser verwendet werden können.
Das westliche und südwestliche Stadtgebiet ist mit fruchtbarer Parabraunerde aus schluffigem Lehm bis lehmigem Schluff bedeckt und wird intensiv ackerbaulich genutzt. An Stellen, an denen der abgelagerte Löss erodiert wurde, reichen Festgesteine des Erdmittelalters bis an die Oberfläche, die weitestgehend mit Braunerden beziehungsweise Pseudogley-Braunerden bedeckt sind und vorrangig forstwirtschaftlich genutzt werden. Im östlichen Stadtgebiet herrschen lössreiche Fließerden vor, die die Ton- und Sandsteine des Erdmittelalters überdecken. Sie sind nährstoffarm und mäßig bis stark staunass (Pseudogley, Stagnogley) und haben auf Hochflächen meist eine Anmoor- oder Rohhumusauflage, sodass nur eine forstliche Nutzung mit Nadel- oder Mischwald sinnvoll ist. In den Bachtälern haben sich Gleye entwickelt, in breiteren Bach- oder Flusstalungen, zum Beispiel im Bereich der Emmer auch braune Gleye, die eine Grünlandnutzung erfahren.
Schieder-Schwalenberg eignet sich mit Ausnahme des Gebiets der Hohen Warte gut bis sehr gut zur Nutzung von geothermischen Wärmequellen mittels Erdwärmesonde und Wärmegewinnung durch Wärmepumpenheizungen (vgl. dazu die nebenstehende Karte).

### Ausdehnung und Nutzung des Stadtgebiets
Die als „Große Landgemeinde“ klassifizierte Stadt erstreckt sich über eine Fläche von 60,04 km². Das Gemeindegebiet hat eine maximale Ausdehnung in Ost-West-Richtung von ca. 10,7 km und in Nord-Süd-Richtung von etwa 11,5 km.
| Fläche nach Nutzungsart | Landwirt- schafts- fläche | Wald- fläche | Gebäude-, Frei- und Betriebsfläche | Verkehrs- fläche | Wasser- fläche | Sport- und Grünfläche | sonstige Nutzung |
| ----------------------- | ------------------------- | ------------ | ---------------------------------- | ---------------- | -------------- | --------------------- | ---------------- |
| Fläche in km²           | 24,24                     | 27,90        | 6,57                               | 2,36             | 1,29           | 0,80                  | 0,05             |
| Anteil an Gesamtfläche  | 40,37 %                   | 46,47 %      | 5,68 %                             | 3,93 %           | 2,15 %         | 1,33 %                | 0,08 %           |

### Nachbargemeinden
Das Stadtgebiet grenzt im Uhrzeigersinn, beginnend im Westen, an Horn-Bad Meinberg, Blomberg, Lügde (alle Kreis Lippe), Marienmünster, Nieheim und Steinheim (alle Kreis Höxter).

### Stadtgliederung

Ortschaften der Stadt Schieder-Schwalenberg

Die Stadt Schieder-Schwalenberg entstand 1970 aus dem Zusammenschluss von sechs ehemaligen Gemeinden und der Stadt Schwalenberg.
| Ortschaft               | Einwohner (Stand: 2020) |
| ----------------------- | ----------------------- |
| Brakelsiek              | 881                     |
| Lothe                   | 1.054                   |
| Ruensiek mit Kreienberg | 75                      |
| Schieder mit Glashütte  | 3.681                   |
| Schwalenberg            | 1.425                   |
| Siekholz                | 386                     |
| Wöbbel                  | 902                     |

### Klima

Niederschlagsdiagramm Schieder-Schwalenberg

Schieder-Schwalenberg gehört der gemäßigten Klimazone Mitteleuropas an und liegt im Bereich des subatlantischen Seeklimas. Die Winter sind unter atlantischem Einfluss meist mild und die Sommer mäßig warm. Die Jahresmitteltemperatur liegt bei ca. 8–9 °C.
Durch die Lage im subatlantischen Seeklima herrscht ganzjährig ein humides Klima mit relativ gleich verteilten Niederschlägen vor. Insgesamt fallen an der Messstation Schieder im langjährigen Mittel 867 mm Niederschlag jährlich.
|                        | Jan  | Feb  | Mär  | Apr  | Mai  | Jun  | Jul  | Aug  | Sep  | Okt  | Nov  | Dez  |   |       |
| Mittl. Temperatur (°C) | 0,4  | 0,9  | 3,9  | 7,6  | 12,3 | 15,4 | 16,8 | 16,5 | 13,3 | 9,5  | 4,6  | 1,6  | ⌀ | 8,6   |
|                        |      |      |      |      |      |      |      |      |      |      |      |      |   |       |
| Niederschlag (mm)      | 76,2 | 55,6 | 68,0 | 63,5 | 77,1 | 87,3 | 83,9 | 74,6 | 63,9 | 54,2 | 77,1 | 86,3 | Σ | 867,7 |
|                        |      |      |      |      |      |      |      |      |      |      |      |      |   |       |
| Sonnenstunden (h/d)    | 0,9  | 1,9  | 3,1  | 4,7  | 6,1  | 6,2  | 5,8  | 5,9  | 4,2  | 2,9  | 1,1  | 0,7  | ⌀ | 3,6   |

|  |

|  |

|  |

|  |

|  |

|  |

|  |

|  |

|  |

|  |

|  |

|  |

|  |

|  |

|  |

|  |

|  |

|  |

|  |

|  |

|  |

|  |

|  |

|  |

Zum Klima in der Region Ostwestfalen-Lippe, zu der die Stadt gehört, siehe auch den Artikel Klima in Ostwestfalen-Lippe.

## Geschichte

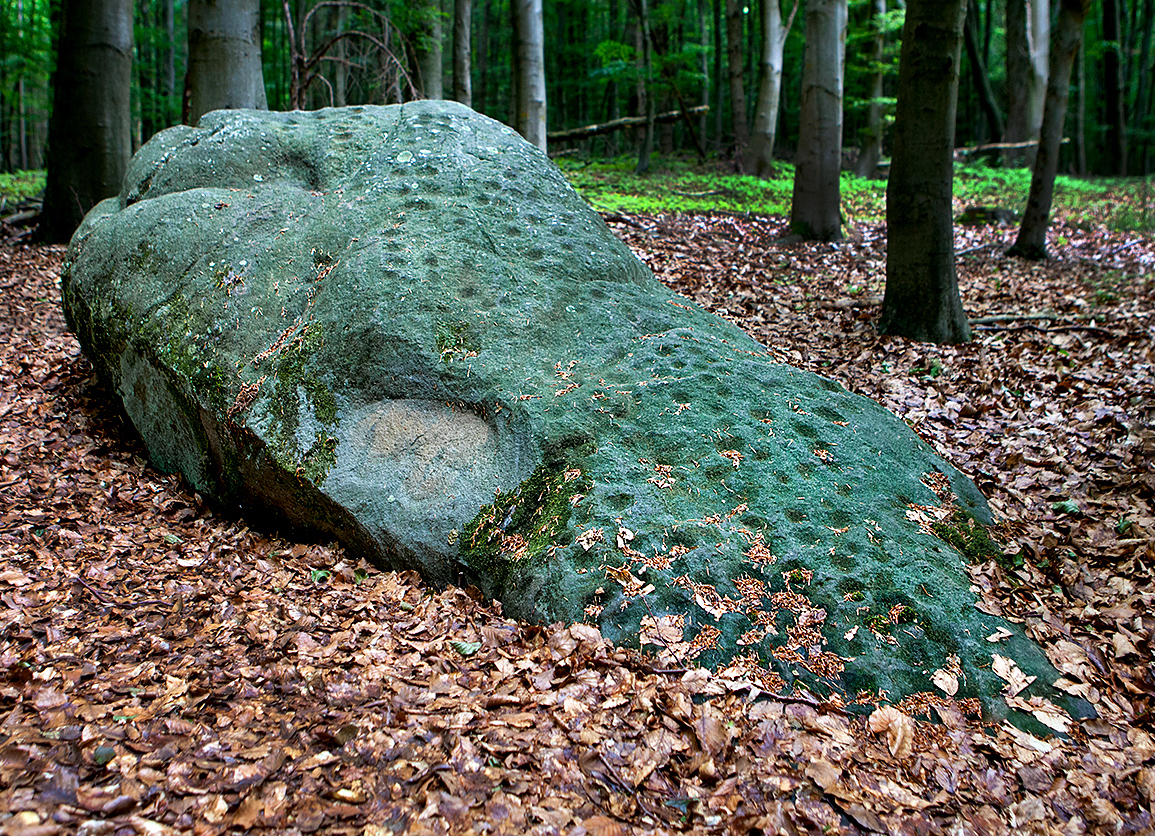
Schalenstein am Bennerberg

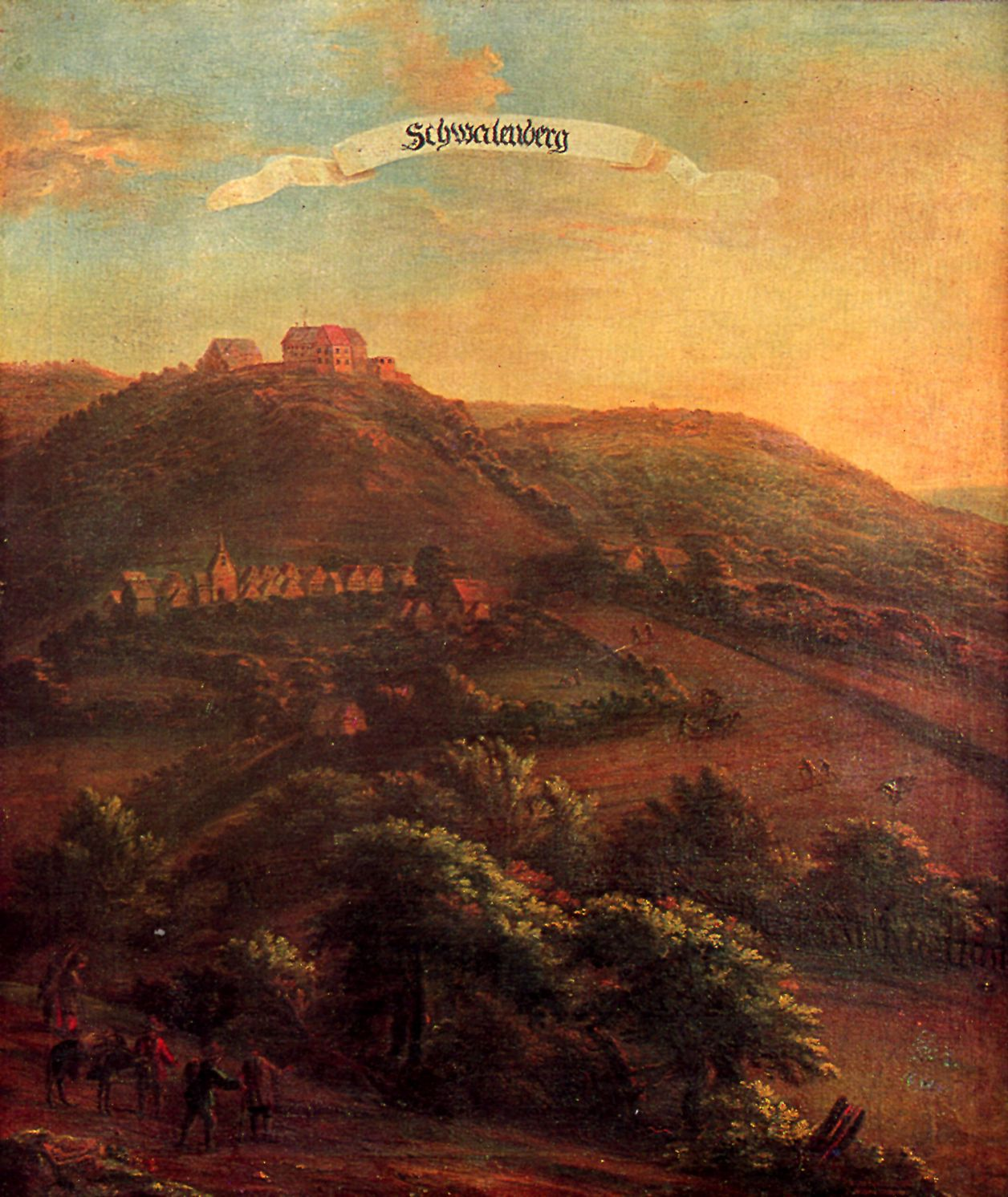
Gemälde der Stadt Schwalenberg von Carl Ferdinand Fabritius

### Vor- und Frühzeit
Funde im Emmertal deuten auf eine Besiedlung der Region in der Steinzeit hin. Im Lippischen Landesmuseum in Detmold lagern heute Werkzeuge aus Steinen und Geweihen, die im 19. Jahrhundert im Emmertal entdeckt wurden.
Der vermutlich bronzezeitliche Schalenstein im Staatsforst Schieder liegt im Ort. Im Ortsteil Glashütte befindet sich die Herlingsburg. Sie ist eine Fluchtburg der vorrömischen Eisenzeit, von der bis heute noch die Wallanlagen erhalten blieben. Im Emmertal wurden bei Ausgrabungen Scherben entdeckt, die jetzt im Lippischen Landesmuseum in Detmold zu besichtigen sind.

### Mittelalter und frühe Neuzeit
Schieder wurde im Jahr 822 erstmals urkundlich erwähnt. In Alt-Schieder am Ortsteil Schieder wurden bei Ausgrabungen Fundamente einer Kirche und einiger Häuser entdeckt. Alt-Schieder besteht aus einer Vorburg und einer Hauptburg, die beide während ihrer Nutzung befestigt waren. Das Alter der Vorburg ist ungewiss, sie könnte bereits aus karolingischer Zeit (822) stammen. Die jüngere Hauptburg, für deren Errichtung ein Teil des Vorburgwalles abgerissen wurde, stammt aus ottonischer Zeit. Im 13. Jahrhundert wurde die Anlage aufgegeben und die Siedlung weiter ins Tal in die Siedlung Barkhof verlegt (heute vom Schiedersee überflutet). Überholt ist die lange Zeit gehaltene, heute immer noch vereinzelt geäußerte Vorstellung, es habe sich bei der Vorburg um die sächsische Volksburg „Skidroburg“ (tatsächlich die Herlingsburg bei Glashütte) gehandelt.
Oberhalb der Ortschaft Brakelsiek befindet sich im Höhenzug des Schwalenberger Waldes die eisenzeitliche Ringwallanlage der sogenannten Rodenstatt. Im Ortsteil Siekholz befinden sich die Wallreste der sogenannten Siekholzer Schanze, deren Ursprung bis heute nicht sicher geklärt ist. Frühe Deutungen aus dem 19. Jahrhundert gingen von einem Römerlager aus. Vermutlich handelt es sich um eine jüngere Anlage des hohen Mittelalters. Auch der Befestigungscharakter ist nicht eindeutig, es mag sich vielmehr um eine Hofeinfriedung oder eine Försterei gehandelt haben.

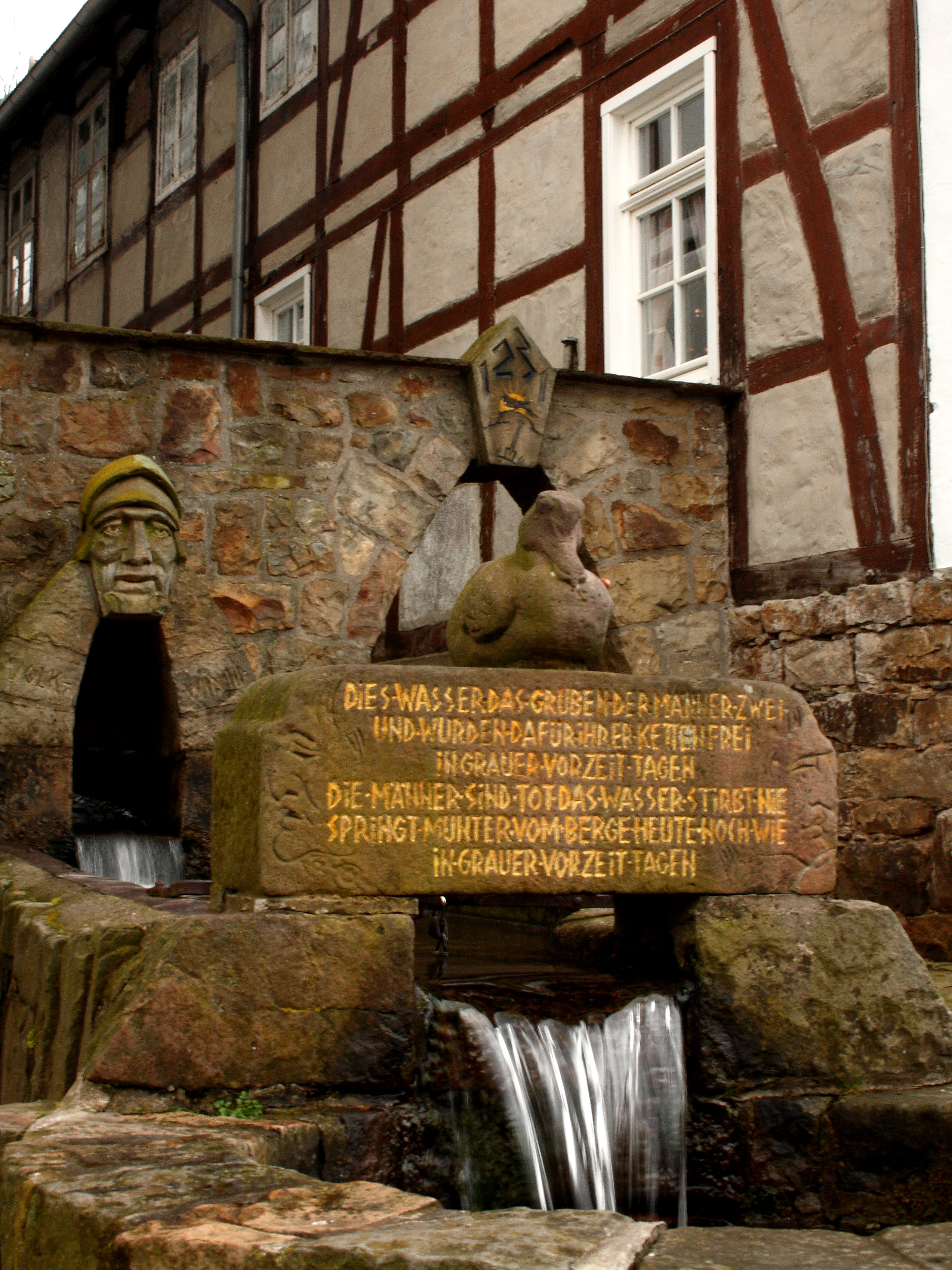
Brunnen in Schwalenberg

Sitz der älteren Grafen von Schwalenberg war die heute so genannte Oldenburg (Alte Burg) bei Marienmünster. Hier lag auch spätestens seit 1137 der politische Mittelpunkt der Grafschaft Schwalenberg, die in ihrer Hochblüte ein recht großes Gebiet umfasste. Nach Auseinandersetzungen mit dem Paderborner Bischof 1227 wurden die Grafen gezwungen, ihre angestammte Burg zu verlassen und sich andernorts nieder zu lassen. Das geschah bald darauf, indem sie auf der Stelle des heutigen Schwalenberg eine neue Burg bauten und unterhalb davon eine Siedlung anlegen ließen. Bereits 1231 existiert die Schwalenberger Kirche, so dass davon ausgegangen werden kann, dass der Siedlungsbau entweder schnell voranging oder bereits vor der Umsiedlung der Grafen schon eine Siedlung bestand, auf die der Ortsname Schwalenberg übertragen wurde. Die Auseinandersetzung der Grafen mit dem Paderborner Bischof war auch der Anlass, dass das bis dahin zusammenhängende Grafschaftsgebiet geteilt wurde. Die südliche Hälfte fiel an Adolf I., der sich seitdem Graf zu Waldeck nannte.
Nach 1227 wurde die Stadt und Burg Schwalenberg von Graf Volkwin IV. als „Oppidum Sualanberg“ gegründet. Von „Bürgern“ und vom „Rat“ und damit von Stadtrechten ist zuerst 1258 und 1260 die Rede.
Seit 1195 begann der Niedergang der Grafschaft Schwalenberg, nachdem das Gebiet der neuen Grafschaft Pyrmont vom Stammland abgetreten wurde. Weitere Gebietsverluste und -verkäufe bis in die erste Hälfte des 14. Jahrhunderts sowie das Aussterben der Familie v. Schwalenberg sorgten schließlich für das Ende der Grafschaft. Ihre Reste im lippischen Südosten fielen durch Verkauf an die Edelherren zur Lippe und an das Hochstift Paderborn (gemeinsame Verwaltung in einer Samtherrschaft). Die Burg verfiel und wurde erst Anfang des 20. Jahrhunderts von Marie Gräfin zur Lippe-Biesterfeld, die die Burg vom Haus Lippe für sich und ihre drei Töchter in Erbpacht übernommen hatte, wieder restauriert. Seitdem wurde sie verschieden genutzt, zuletzt als Hotel und Restaurant.
1584 wurde das Schloss Wöbbel errichtet. Es war bis 1958 im Besitz der Familie Donop. Nachdem der Renaissancebau im Dreißigjährigen Krieg zerstört worden war, ließ sie an der Stelle ein Barockschloss errichten.
Am 25. April 1705 wurde das Schloss in Schieder als Sommerresidenz des Lippischen Adels von Graf Rudolf zur Lippe eingeweiht. Die Bauarbeiten wurden von seinem Vater Casimir in Auftrag gegeben.
Schieder erhielt 1872 einen Bahnanschluss an die Bahnstrecke Hannover–Altenbeken. Der Bahnhof war die erste Bahnstation des Fürstentums Lippe an dieser Strecke, da Lügde zu dieser Zeit zum Hochstift Paderborn gehörte.

### Zweiter Weltkrieg und Kalter Krieg
Im Zweiten Weltkrieg wurde der Raum zwischen Steinheim und Schwalenberg am 5. April 1945 in ein Kampfgebiet verwandelt. Die anrückende US-Armee, darunter das 329. US-Infanterieregiment, sollte durch deutsche Kampfgruppen und Teile der 466. Division aufgehalten werden. Durch Artillerietreffer wurden über 32 Häuser in Schwalenberg beschädigt oder völlig zerstört. Nach dem Abzug von drei deutschen Panzern in Richtung Falkenhagen konnte am 6. April die Stadt kampflos von den US-Truppen eingenommen werden.
Während des Kalten Krieges unterhielten die niederländischen Streitkräfte von 1963 bis 1994 auf dem Mörth westlich von Elbrinxen einen Militärstützpunkt für die mobilen Flugabwehrraketen vom Typ MIM-23 HAWK.

### Religionen
Die Mehrheit der Bevölkerung in Schieder-Schwalenberg ist evangelisch. Dies geht auf die im Jahre 1538 von Bernhard VIII. Graf zur Lippe eingeführte Reformation zurück. Vorherrschend ist das reformierte Bekenntnis, welches im 17. Jahrhundert Einzug gehalten hat. Es bestehen zurzeit drei evangelisch-reformierte Gemeinden: Schieder, Schwalenberg und Wöbbel.
Des Weiteren gibt es auch eine katholische Kirchengemeinde für Schwalenberg mit der dortigen Kirche St. Joseph.
Ein Großteil der nach Schieder-Schwalenberg zugewanderten Spätaussiedler gehört der Mennonitischen Brüdergemeinde Schieder-Schwalenberg an.
Ein Indiz für die heutige Verteilung der Religionen kann die konfessionelle Zugehörigkeit der Schüler in Schieder-Schwalenberg sein. Demnach gaben im Schuljahr 2006/2007 56,4 % der Schüler evangelisch, 11,7 % katholisch und 2,2 % islamisch als Religionszugehörigkeit an. 21,3 % gaben eine andere Religionszugehörigkeit und 8,4 % keine Konfession an.

### Eingemeindungen
Im Rahmen der nordrhein-westfälischen Gebietsreform wurden zum 1. Januar 1970 die Stadt Schwalenberg sowie die sechs Gemeinden Brakelsiek, Lothe, Ruensiek, Schieder, Siekholz und Wöbbel zur neuen Stadt Schieder-Schwalenberg zusammengeschlossen. Gleichzeitig wurden Teile der Stadt Blomberg eingemeindet.

### Einwohnerentwicklung
Bei den Zahlen handelt es sich ab 1975 um amtliche Fortschreibungen des Landesbetriebs Information und Technik NRW, Geschäftsbereich Statistik. Die Zahlen von 1975 bis 1985 sind geschätzte Werte, die Angabe für 1987 ist ein Volkszählungsergebnis und die Zahlen ab 1990 Fortschreibungen auf Basis der Ergebnisse dieser Volkszählung, ab 2012 Fortschreibungen auf Basis des Zensus 2011. Die Angaben beziehen sich bis inklusive 1984 auf die Wohnbevölkerung und ab 1985 auf die Bevölkerung am Ort der Hauptwohnung.

Bevölkerungsentwicklung seit 1975

| Jahr  | Einwohner |
| ----- | --------- |
| 1975  | 8 480     |
| 1980  | 8 454     |
| 1985  | 8 222     |
| 1987¹ | 8 178     |
| 1990  | 8 865     |
| 1995  | 9 636     |
| 2000  | 9 619     |
| 2001  | 9 532     |
| 2002  | 9 460     |

| Jahr | Einwohner |
| ---- | --------- |
| 2003 | 9 451     |
| 2004 | 9 387     |
| 2005 | 9 287     |
| 2006 | 9 271     |
| 2007 | 9 177     |
| 2008 | 9 080     |
| 2012 | 8 868     |
| 2020 | 8 386     |
| 2022 | 8.363     |

¹ Volkszählungsergebnis

## Politik
- SPD: 10
- Grüne: 5
- UWG: 3
- FDP: 5
- CDU: 7

### Stadtrat
Der Stadtrat aus Schieder-Schwalenberg besteht gegenwärtig aus 30 Ratsfrauen und Ratsherren. Hinzu kommt der Bürgermeister als Ratsvorsitzender. Das Wahlergebnis der Kommunalwahl am 13. September 2020 führte zu der nebenstehend dargestellten Sitzverteilung.
|  |  |

Die folgende Tabelle zeigt die Kommunalwahlergebnisse seit 1975:
| [ 15 ] [ 16 ] [ 17 ] | 2020   | 2020   | 2014   | 2014   | 2009    | 2009    | 2004    | 2004    | 1999    | 1999    | 1994    | 1994    | 1989    | 1989    | 1984    | 1984    | 1979    | 1979    | 1975    | 1975    |
| Partei               | Sitze  | %      | Sitze  | %      | Sitze   | %       | Sitze   | %       | Sitze   | %       | Sitze   | %       | Sitze   | %       | Sitze   | %       | Sitze   | %       | Sitze   | %       |
| -------------------- | ------ | ------ | ------ | ------ | ------- | ------- | ------- | ------- | ------- | ------- | ------- | ------- | ------- | ------- | ------- | ------- | ------- | ------- | ------- | ------- |
| SPD                  | 10     | 33,0   | 10     | 34,8   | 13      | 46,15   | 12      | 38,06   | 12      | 41,74   | 13      | 40,12   | 18      | 47,11   | 17      | 50,50   | 15      | 46,26   | 17      | 51,25   |
| CDU                  | 07     | 24,3   | 08     | 29,0   | 07      | 24,70   | 09      | 28,85   | 09      | 32,42   | 09      | 27,16   | 08      | 22,98   | 12      | 34,38   | 12      | 34,71   | 11      | 33,09   |
| Grüne                | 05     | 15,5   | 04     | 12,9   | 02      | 06,79   | 02      | 06,52   | 01      | 05,92   | 03      | 10,84   | 0–      | –       | –       | –       | –       | –       | –       | –       |
| FDP                  | 05     | 15,8   | 03     | 12,2   | 04      | 14,84   | 05      | 15,27   | 03      | 10,34   | 03      | 10,48   | 05      | 13,11   | 04      | 14,15   | 06      | 19,02   | 05      | 15,66   |
| UWG1                 | 03     | 11,4   | 03     | 11,1   | 02      | 07,52   | 04      | 11,31   | 03      | 09,58   | 03      | 11,40   | 06      | 16,80   | 0–      | –       | –       | –       | –       | –       |
| Einzelbewerber       | –      | –      | –      | –      | –       | –       | –       | –       | –       | –       | –       | –       | –       | –       | 0       | 00,96   | –       | –       | –       | –       |
| Gesamt2              | 30     | 100    | 28     | 100    | 28      | 100     | 32      | 100     | 28      | 100     | 31      | 100     | 37      | 100     | 33      | 100     | 33      | 100     | 33      | 100     |
| Wahlbeteiligung      | 56,7 % | 56,7 % | 53,5 % | 53,5 % | 62,11 % | 62,11 % | 62,70 % | 62,70 % | 64,00 % | 64,00 % | 82,77 % | 82,77 % | 73,48 % | 73,48 % | 75,02 % | 75,02 % | 77,66 % | 77,66 % | 88,72 % | 88,72 % |

1Unabhängige Wählergemeinschaft

2ohne Berücksichtigung von Rundungsdifferenzen

### Bürgermeister
Bürgermeister von Schieder-Schwalenberg ist der parteilose Jörg Bierwirth, der am 13. September 2015 mit 88,96 % der gültigen Stimmen gewählt und 2020 mit 94,1 % im Amt bestätigt wurde. Sein Vorgänger war von 1999 bis 2015 Gert Klaus (SPD).

### Wappen, Flagge und Siegel
| Wappen der der Stadt Schieder-Schwalenberg | Blasonierung: „Von Rot und Blau durch eine silberne (weiße) Wellenleiste schräg-links geteilt. In Rot auf einem goldenen (gelben) achtstrahligen Stern eine natürliche Schwalbe; in Blau eine goldene (gelbe) Krone.“ |
| Wappen der der Stadt Schieder-Schwalenberg | Wappenbegründung: Mit Urkunde des Regierungspräsidenten in Detmold vom 14. April 1972 ist der Stadt das Recht verliehen worden, ein Wappen, eine Flagge und ein Dienstsiegel zu führen. Die Schwalbe mit Stern ist dem Wappen der ehemaligen Stadt Schwalenberg entnommen. Es geht zurück auf das Wappen der Grafen der Grafschaft Schwalenberg. Im Wappen der Grafen Schwalenbergs war die Schwalbe der an den Familiennamen angelehnte redende Teil, während der Stern die Verwandtschaft zur Sternberger Linie bezeugt. Diese führten ebenfalls den „Sternberger Stern“ als ihr Wappen. Später hielt er Einzug in einige Kommunalwappen der Region (z. B. auch in Extertal oder Bad Salzuflen). Auf dem blauen Hintergrund symbolisiert die Krone den Sommersitz des Hauses Lippe, das Schloss in Schieder. Das weiße Wellenband zwischen den beiden Farben symbolisiert die Emmer. |

|  | 00Hissflagge: „Die Flagge ist blau-rot geteilt mit dem Wappen in der Mitte der vorderen Hälfte.“ |

|  | 00Banner: „Das Banner ist blau-rot gespalten mit dem Wappen in der Mitte der oberen Hälfte.“ |

Dienstsiegel
Die Stadt Schieder-Schwalenberg führt ein Dienstsiegel mit dem Stadtwappen und der Umschriftung „Stadt Schieder-Schwalenberg“.

### Land und Bund
Schieder-Schwalenberg gehört zum Landtagswahlkreis Lippe III (99), in dem bei der Landtagswahl 2017 Dennis Maelzer (SPD) als Direktkandidat gewählt wurde. Auf Bundesebene gehört Schieder-Schwalenberg zum Bundestagswahlkreis Höxter – Lippe II (137), in dem 2017 Christian Haase (CDU) als Direktkandidat gewählt wurde.

## Kultur und Sehenswürdigkeiten

### Theater
Die Stadt verfügt über kein eigenes Theater. Die nächstgelegenen Spielhäuser sind das Landestheater Detmold und das Theater Bielefeld.

### Museen
Die Papiermühle Plöger ist Kulturdenkmal und ein technisches Museum. Errichtet wurde sie 1703, die erhaltene technische Ausstattung stammt aus der Zeit von 1870 bis 1890. Der Heimatverein Schieder nahm sich der aufgegebenen Mühle an und ist für die Restaurierung und den Betrieb des Museums verantwortlich.
Im Robert Koepke Haus wird in wechselnden Ausstellungen zeitgenössische Kunst gezeigt.
Die Städtische Galerie knüpft an die Tradition als Malerstadt an und zeigt Werke lippischer Maler aus verschiedenen Epochen.

### Musik
In drei Ortsteilen gibt es je einen Frauenchor und einen Männergesangsverein. Darüber hinaus gibt es eine Sängergruppe, einen Dachkammer-Chor und einen Ökumenischen Chor der Kirchengemeinden.
Die Freiwillige Feuerwehr unterhält einen eigenen Musikzug, in Brakelsiek gibt es einen Spielmannszug.

### Bauwerke
In Schieder

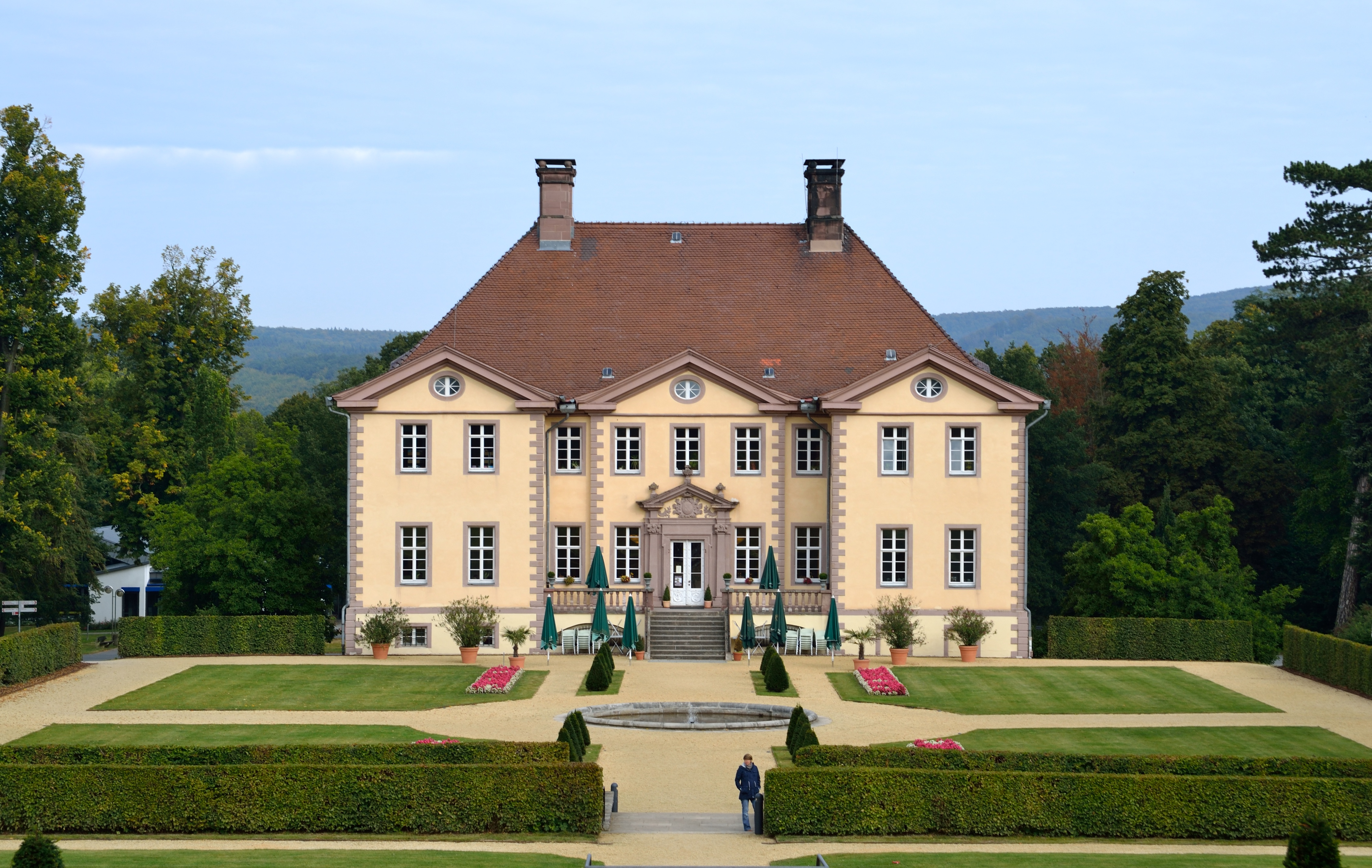
Schloss Schieder

Das Schloss Schieder wurde 1703–1706 errichtet und war bis 1918 Sommersitz der lippischen Regenten.
Der 17 ha große Landschaftspark („Schlossgarten“) im englischen Stil wurde 1914 der Öffentlichkeit zugänglich gemacht. Im südlichen Bereich sind noch die einst barocken Parkstrukturen erkennbar.
In Schwalenberg
In den Ortsteilen
- Schloss Wöbbel
- Restaurierte Papiermühle Plöger im Niesetal
- Kahlenbergturm

### Parks
Der Schlossgarten vom Schloss Schieder zeichnet sich durch den alten Baumbestand aus. Die 125-jährige Strauchkastanie ist eine der ältesten ihrer Art.
Der Schlosspark am Schloss Wöbbel ist in Privatbesitz und nicht öffentlich zugänglich. Der historische Landschaftsgarten erstreckt sich über etwa einen Hektar und wurde vermutlich Ende des 17. Jahrhunderts im Süden und Westen des Schlosses errichtet. In der ersten Hälfte des 19. Jahrhunderts erfolgte eine Umgestaltung der ehemals barocken Anlage. Aus dem ersten Garten stammen zwei Tulpenbäume, ein Perückenstrauch sowie eine alte Linde. Im Garten sind Skulpturen und Architekturfragmente der früheren Eigentümer aufgestellt.

### Naturdenkmäler

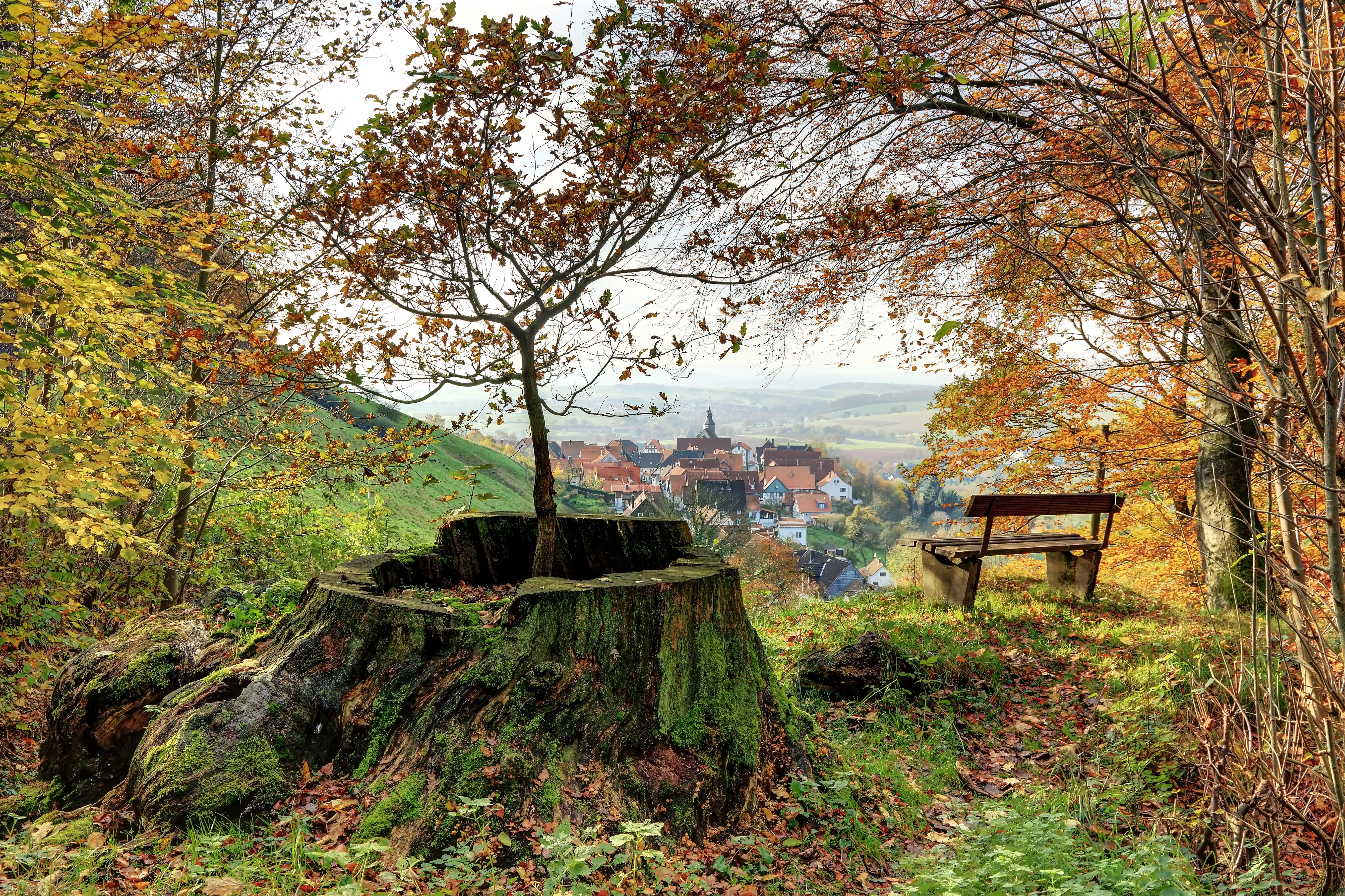
Malereiche 2014

Die mindestens 500 Jahre alte Schwalenberger Malereiche, als Naturdenkmal ausgewiesen, wurde im Februar 2004 aufgrund eines Missverständnisses irrtümlich gefällt.
In Schieder-Schwalenberg gibt es zwei Naturschutzgebiete, die vollständig im Stadtgebiet liegen. Dies sind die Niesenniederung mit Mündungsbereich (ca. 254,2 ha Größe) und der Teich bei Wöbbel (rund 2,8 ha Größe).
Schieder-Schwalenberg hat darüber hinaus Anteil an drei weiteren Naturschutzgebieten, namentlich dem Schwalenberger Wald (ca. 2.928,1 ha Fläche), den Wäldern bei Blomberg (ca. 1.168 ha Fläche) und dem Emmertal (ca. 80 ha Fläche). Innerhalb des Schwalenberger Waldes ist „das Mörth“ – ein ehemaliges Hochmoor – als Naherholungsgebiet besonders hervorzuheben.

### Sport
In Schieder-Schwalenberg existieren sechs allgemeine Sportvereine mit Angeboten aus dem Breitensport. Ergänzt wird das Angebot durch eine Behindertensportgemeinschaft. Ferner gibt es fünf Angelsportvereine, drei Schießsportvereine, einen Tennisclub, eine DLRG-Ortsgruppe sowie je einen Kanu-, Ruder- und Segelclub.
Die meisten Sportvereine sind im Stadtsportverband Schieder-Schwalenberg organisiert.

### Regelmäßige Veranstaltungen
Am Schiedersee finden in den Sommermonaten regelmäßige Veranstaltungen statt. Die älteste und regelmäßigste ist „Schiedersee in Flammen“.
Alle zwei Jahre veranstaltet die Schwalenberger Trachtengilde das Internationale Trachtenfest (in geraden Jahren im August).
Schwalenberg ist des Weiteren bekannt für sein Schützenfest, welches jährlich zu Pfingsten stattfindet.
Jedes Jahr im Sommer findet die Schwalenberger Sommerakademie für Bildende Kunst statt. Kunstinteressierte können hier in einem Zeitraum von vier Wochen an Kunstkursen unter der Leitung renommierter Künstler in den Bereichen Malerei, Zeichnen, Druckgrafik und Bildhauerei teilnehmen.

### Malerstadt Schwalenberg

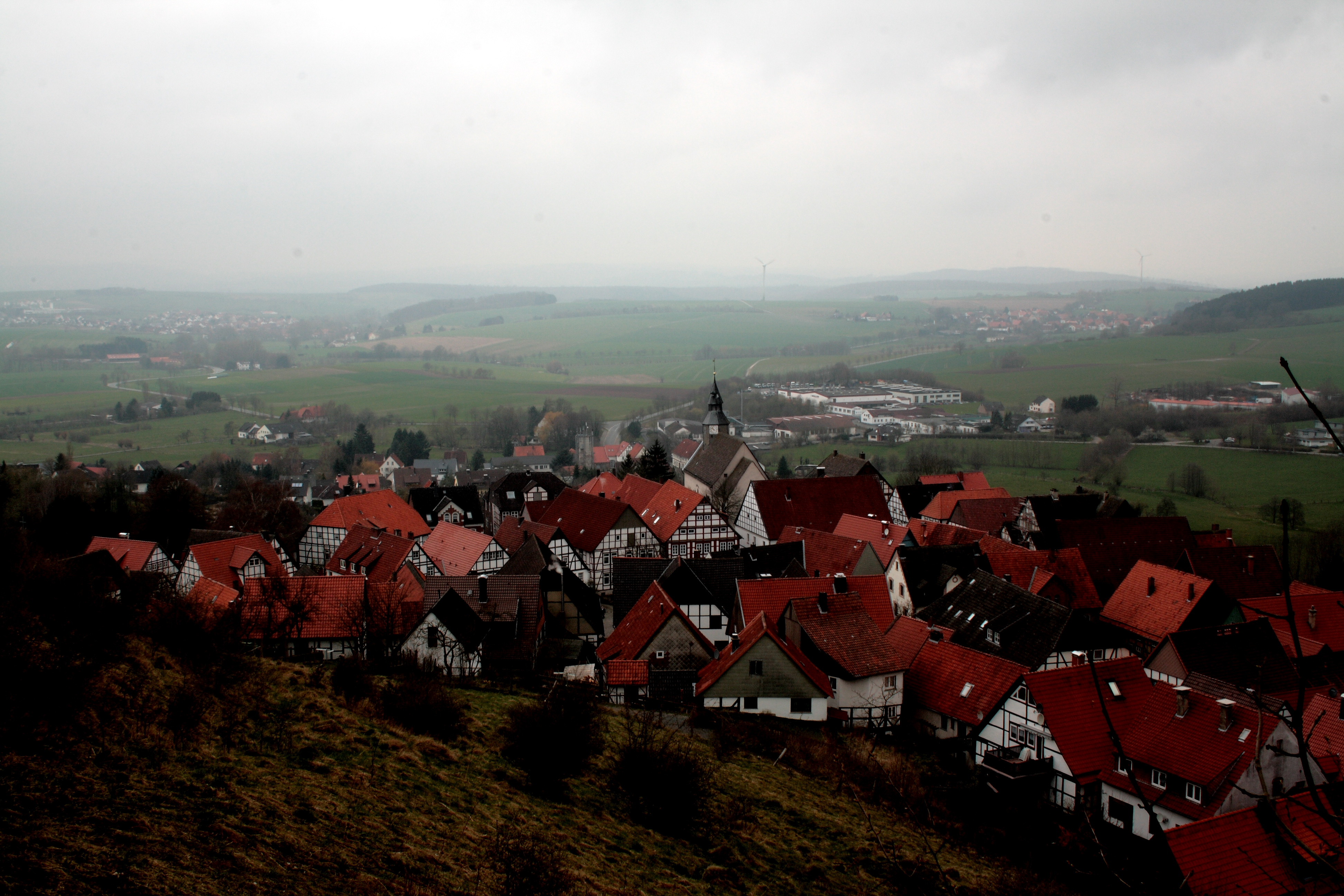
Blick auf Schwalenberg

Die lange Tradition Schwalenbergs als Malerstadt und Künstlerkolonie reicht bis in das ausgehende 19. Jahrhundert zurück, wo die Kleinstadt abseits der von den Metropolen geprägten Moderne aufgrund der Schönheit der Landschaft, der stillen Harmonie und der außergewöhnlichen Lichtverhältnisse zum Geheimtipp der impressionistischen Landschaftsmalerei wurde. Maler aus den großen Städten wie Düsseldorf und Berlin kamen nach Schwalenberg, um hier Freilichtstudien zu betreiben und sorgten dann mit der Präsentation ihrer dort entstandenen Werke in den Großstädten für die Popularität Schwalenbergs, das schon bald als „Malerstadt“ und „Malerkolonie“ bezeichnet wurde. In den 1920er-Jahren waren besonders die Schwalenberger Gasthöfe Treffpunkte der Künstler, wobei vor allem die „Künstlerklause“, deren Fassade Motive aus dem Leben der Schwalenberger Bevölkerung darstellt, zu Ruhm gelangte.
Im Jahre 2012 wurde im Museum Kronberger Malerkolonie in Kronberg im Taunus die Ausstellung Im Dialog: Die Künstlerkolonie Schwalenberg zu Gast in Kronberg gezeigt.
Nach der Blütezeit der Malerstadt folgte, unter anderem bedingt durch den Zweiten Weltkrieg, eine Phase der Stagnation. In diesen Nachkriegsjahren kamen nur noch wenige Künstler in die Stadt. Ansässig war von 1949 bis 1977 allein der Maler Robert Kämmerer-Rohrig.
Seit 1978 knüpfen der Landesverband Lippe – Kulturagentur – und die Stadt Schieder-Schwalenberg mit regelmäßigen Kunstausstellungen und Kunst-Events an diese Tradition an. Durch die Setzung zeitgemäßer kultureller Akzente wurde die alte Malerstadt mit neuem künstlerischen Leben erfüllt. Höhepunkte im Kunstbetrieb der Stadt sind die 10–12 Ausstellungen pro Jahr, die in der Städtischen Galerie/Museum und dem Robert Koepke Haus stattfinden. Dabei ist das Robert Koepke Haus der Präsentation zeitgenössischer Kunst von jungen, vielversprechenden Künstlern vorbehalten, während in der Städtischen Galerie/Museum in Anknüpfung an die Tradition der Malerstadt neben den Werken der alten lippischen Maler Kunst aus verschiedenen Stilepochen geboten wird.

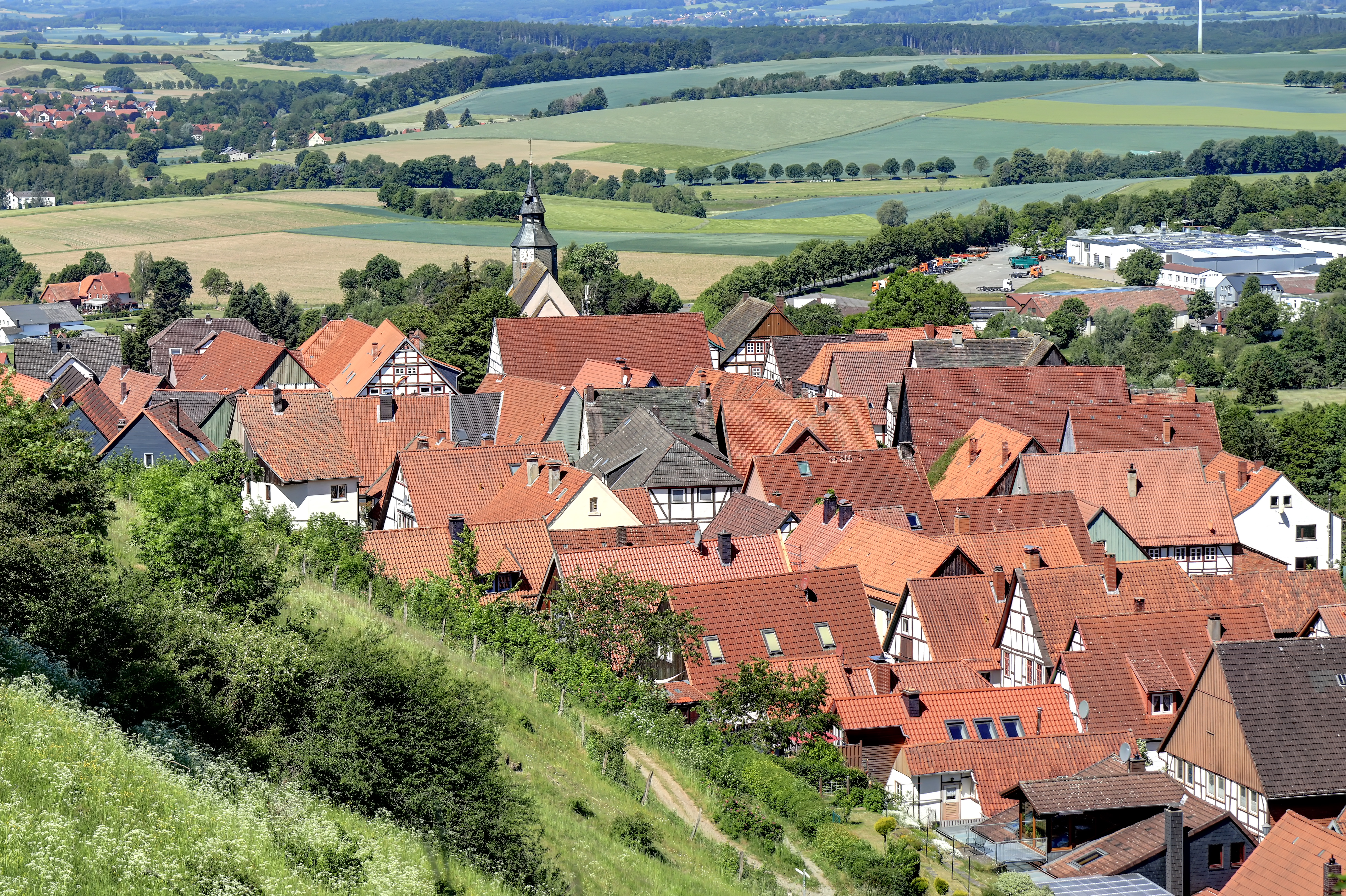
Blick auf Schwalenberg Juni 2020

In Schwalenberg hat auch der russlanddeutsche Bildhauer Jakob Wedel sein Atelier.

## Wirtschaft und Infrastruktur
Schieder-Schwalenberg gehört zum Integrierten ländlichen Entwicklungskonzept Südlippe, einem Verbund der Gemeinden Blomberg, Horn-Bad Meinberg, Lügde, Schieder-Schwalenberg und Schlangen.

### Verkehr
Der Straßenverkehr läuft aus Westen (Detmold) über die B 239 auf Schieder-Schwalenberg zu. Die Ortsteile Wöbbel, Schieder, Brakelsiek und Schwalenberg sowie Lothe und Siekholz sind über ein Netz von Landesstraßen miteinander verbunden. Die Ostwestfalenstraße / B 252 / L 712 ist in einer Entfernung von ca. 8 km vom Ortsteil Schieder aus zu erreichen und ist insbesondere Zubringer zur Autobahn A 44.
Der Bahnhof Schieder befindet sich etwa 1 km vom Ortsrand entfernt direkt am Schiedersee. Er wird im Stundentakt, an Sonn- und Feiertagen alle 2 Stunden, von der S-Bahn Hannover, Linie 5 Paderborn – Hameln – Hannover Hbf – Hannover Flughafen bedient.
Die umliegenden Orte sind mit Regionalbussen erreichbar. Es besteht ein regelmäßiger Taktverkehr nach Bad Pyrmont, Blomberg und Lemgo (mit Bahnanschluss in Richtung Bielefeld). An Wochenenden im Sommer verkehrt eine Sonderlinie in Richtung Detmold u. a. zu den Sehenswürdigkeiten Externsteine, Hermannsdenkmal und Adlerwarte Berlebeck.
Das Stadtgebiet gehört zum Tarifverbund Westfalentarif. Landesweit gilt der der NRW-Tarif, bundesweit der Deutschlandtarif. Busse können im Westfalentarif auch bis/ab Bad Pyrmont genutzt werden. Ansonsten gilt ab der Landesgrenze zu Niedersachsen der Niedersachsentarif (bzw., bei darüber hinausgehenden Verbindungen, der Deutschlandtarif). Ebenfalls berechtigt das Deutschlandticket zur Fahrt mit dem ÖPNV.
Die Bahnstrecke Schieder–Blomberg band Blomberg an die Bahnstrecke Hannover–Altenbeken an. Der Personennahverkehr wurde im Dezember 1951, der Güterverkehr 1987 eingestellt.

### Medien
Die einzige lokale Tageszeitung im Kreis Lippe ist die Lippische Landes-Zeitung. Ende 2003 wurde die Lippische Rundschau eingestellt.
Schieder-Schwalenberg gehört zum Berichtsgebiet des Regionalstudios Bielefeld des WDR und von Radio Lippe, das es in der Berichterstattung als Lokalradio mit abdeckt.

### Öffentliche Einrichtungen
Im Ortsteil Schieder befinden sich eine öffentliche Bibliothek und ein Schwimmbad. Am Schiedersee gibt es einen großen öffentlichen Spielplatz und einen kleinen gewerblichen Freizeitpark, Parkplätze sind Gebührenpflichtig.
Die Stadt unterhält ein Wasser- und Abwasserwerk. Die im Klärwerk entstehende Wärme wird über die Fernwärmeversorgungs GmbH vermarktet.
Die Freiwillige Feuerwehr gliedert sich in die Löschzüge Schieder und Schwalenberg sowie die Löschgruppen Brakelsiek, Lothe und Wöbbel. Darüber hinaus gibt es eine Jugendfeuerwehr und einen Musikzug.
Am Schiedersee wird das Wasserkraftwerk Emmer-Stausee von E.ON betrieben. Es wurde 1996 errichtet und produziert vollautomatisch 0,3 MW.

### Bildung
Die Ortsteile Schieder und Schwalenberg verfügen über Grundschulen. In Schieder befand sich bis 2015 eine Hauptschule. Realschüler und Gymnasiasten besuchen die Schulen in den Nachbarstädten Blomberg, Lügde, Steinheim oder Bad Pyrmont.
Im Jahr 2007 wurden an den allgemeinbildenden Schulen der Stadt mit 41 Lehrkräften insgesamt 648 Schüler unterrichtet, davon 66 % an den Grundschulen und 34 % an der Hauptschule.
Für die frühkindliche Bildung gibt es sechs Kindergärten, von denen sich jeder in eigener Trägerschaft befindet: Stadt Schieder-Schwalenberg, Katholische Kirchengemeinde, Evangelische Kirchengemeinde, SOS-Kinderdorf, Deutsches Rotes Kreuz und Arbeiterwohlfahrt.
Im Schloss Schieder hat die Volkshochschule Lippe-Ost (Zweckverband der Städte und Gemeinden Barntrup, Blomberg, Extertal, Lügde und Schieder-Schwalenberg) ihren Sitz. Das Programmangebot ist umfangreich und vielfältig.

### Ansässige Unternehmen
Der Hauptwirtschaftszweig ist die Möbelindustrie. Einer der größten Hersteller für Möbel (Umsatz 2005: ca. 1,1 Mrd. Euro, ca. 10.500 Beschäftigte) in Europa war die Schieder Möbel Holding, die ihren Firmensitz in Schieder (Haupt-, Gründungsstandort) bzw. Herford (Holding) hatte und im Jahr 2007 Insolvenz anmelden musste. Seinerzeit waren hier in Unternehmen der Schieder-Gruppe noch etwa 600 Menschen beschäftigt; der Großteil der Produktion fand in Polen statt. Einzelne Möbel-Handelsunternehmen in Schieder konnten sich bereits 2007 aus der Insolvenz heraus am Markt behaupten bzw. neu etablieren. Für die Schieder-Möbelwerke mit aktuell etwa 300 Mitarbeitern konnte Anfang 2008 ein neuer Investor gefunden werden, der Schweizer / Liechtensteiner Unternehmer Peter Gschwend, der sich gemeinsam mit drei ehemaligen Schieder-Managern engagiert und seit dem 1. März 2008 das Unternehmen unter dem Namen COTTA Möbelwerke fortführt.
In Schwalenberg befindet sich mit MÜLLER Umwelttechnik ein Unternehmen, das seit Jahren mit der Produktion von Nassabfallfahrzeugen im Markt eine bedeutende Rolle einnimmt.

### Tourismus

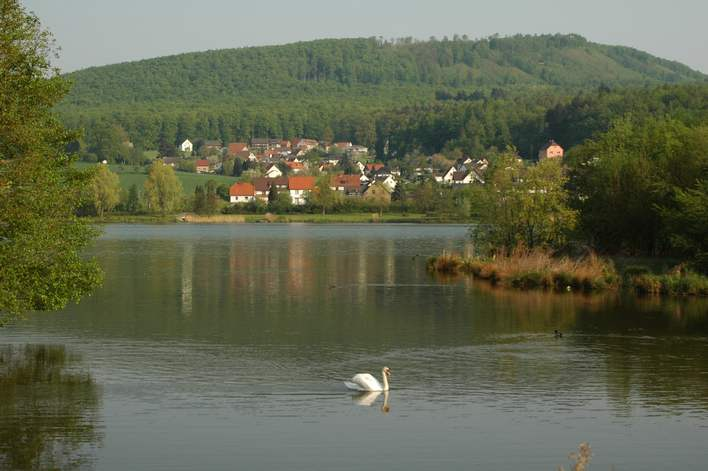
Urlaubsziel Glashütte am Schiedersee

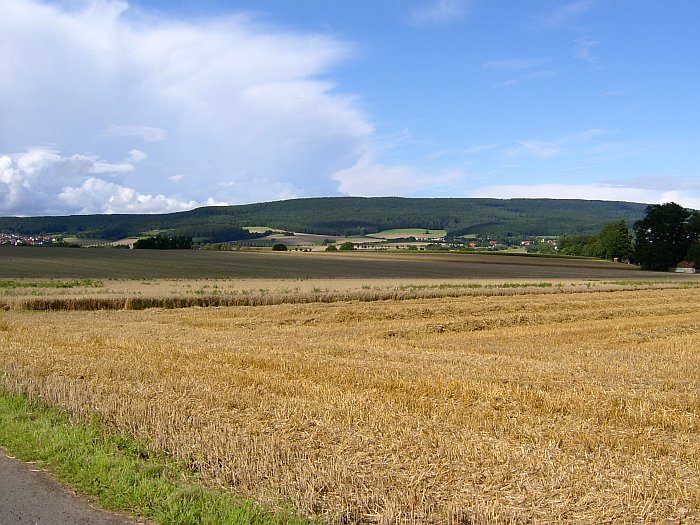
Felder bei Ruensiek

Neben der Möbelindustrie ist der Tourismus ein weiterer wichtiger Wirtschaftszweig. Vor allem Urlauber aus Deutschland, Dänemark und den Niederlanden mieten für einige Tage eine Wohnung. Der Schiedersee und der gegenüberliegende Ortsteil Glashütte ziehen viele Tagesgäste und Wassersportler aus der Region an.

## Persönlichkeiten

### Söhne und Töchter der Stadt
- Johann Christian Lünig (1662–1740), Jurist, Historiker und Publizist
- Gottfried Reinhold Treviranus (1891–1971), Offizier, Politiker und Lobbyist
- Paul Pankoke (1905–1983), Politiker (SPD), Landrat des Kreises Detmold und Mitglied des Landtags von Nordrhein-Westfalen
- Hans Hüneke (1934–2015), Leichtathlet und Olympiateilnehmer

### Persönlichkeiten, die mit der Stadt verbunden sind
- Adelsgeschlecht Schwalenberg, stellte mehrere Grafen der Grafschaft Schwalenberg
- Adelsgeschlecht Mengersen, stellte mehrere Droste des Samtamtes Schwalenberg
- Ulrich Pierius († 1642), Pfarrer in Schwalenberg
- Emil Zeiß (1833–1910), evangelischer Pfarrer und Maler; gestorben in Schwalenberg
- Friedrich Wienke (1863–1930), westfälischsprachiger Heimat- und Zieglerdichter; gestorben in Schieder
- Paul Nordhues (1915–2004), katholischer Theologe und Weihbischof im Erzbistum Paderborn; Vikar in Schwalenberg
- Frank-Walter Steinmeier (* 1956), SPD-Politiker, Bundespräsident; wuchs in Brakelsiek auf[26]
- Matthias Freudenberg (* 1962), evangelischer Theologe; war Vikar in Schwalenberg
- Volkwin Müller (* 1965), Liedermacher; aufgewachsen in der Stadt, lebt in Schwalenberg

## Filmgeschichte
1957 dienten Schwalenberg und Wöbbel als Kulisse für den Spielfilm Der tolle Bomberg von Rolf Thiele. In der Hauptrolle war Hans Albers zu sehen. Er hat im Schwalenberger Hotel Malkasten über mehrere Wochen logiert.